# Гайко, Андрей Самойлович
Андрей Самойлович Гайко (23 января 1920—1943) — участник Великой Отечественной войны, командир взвода 1126-го стрелкового полка 334-й стрелковой дивизии 43-я армия 1-го Прибалтийского фронта, лейтенант. Герой Советского Союза.

## Биография
Родился 23 января 1920 года в селе Карасай (ныне — Акбулакский район Оренбургской области) в семье крестьянина. Русский.
После окончания 5 классов работал трактористом. Перед Великой Отечественной войной переехал с родителями на станцию Донгузская, откуда в 1939 году был призван в Красную Армию.
С началом Великой Отечественной войны — в действующей армии. В 1942 году окончил курсы младших лейтенантов. Воевал на Западном и 1-м Прибалтийском фронтах, участвовал в освобождении Белоруссии. Был ранен.
Командир взвода 1126-го стрелкового полка кандидат в члены ВКП(б) лейтенант Андрей Гайко 26 декабря 1943 года в бою у деревни Пеленки (ныне деревня Задвинье Витебского района Витебской области) с группой бойцов за 4 часа отразил 10 контратак противника. В критический момент боя противотанковыми гранатами уничтожил около 20 окруживших его гитлеровцев и погиб.
Похоронен в деревне Задвинье, где ему установлен обелиск.

## Награды
- Звание Героя Советского Союза присвоено посмертно 4 июня 1944 года[1].
- Награждён орденом Ленина.

## Память
- Именем Героя названа улица в городе Акбулак и карасаевская школа[2].
- В Белорусском республиканском Государственном музее истории Великой Отечественной войны хранятся фотографии и документы о подвиге Гайко.